# Коефіцієнт структурної в'язкості
Коефіцієнт структурної в'язкості (рос. коэффициент структурной вязкости, англ. viscosity structural coefficient, нім. Faktor m der Strukturviskosität f) — перевищення динамічної в'язкості золю над ньютонівською в'язкістю або ж різниця між динамічними коефіцієнтами в'язкості у випадку малих і дуже великих градієнтів швидкості; причиною змін динамічного коефіцієнта в'язкості зі зміною градієнта швидкості є утворення внутрішніх структур.
Таблиця. Структурна в'язкість μст та граничне напруження зсуву τ0 деяких гідросумішей (дані лабораторних досліджень та промислових спостережень)